# Ann Strickler Zweig
Pour les articles homonymes, voir Zweig.
Ann Strickler Zweig est une scientifique de la Jack Baskin School of Engineering de l'université de Californie à Santa Cruz,. Ann Zweig est une gestionnaire de programme principal du projet Genome Browser de l'UCSC,et est l'une des récipiendaires 2019 du groupe Web of Science pour la désignation de chercheurs hautement cités dans les domaines de la biologie et de la biochimie. Cette désignation « identifie les scientifiques et les spécialistes des sciences sociales qui ont produit plusieurs articles se classant dans le top 1 % des citations pour leur domaine et l'année de publication, démontrant ainsi une influence significative de la recherche parmi leurs pairs ».
M. Ann Zweig participe également à l'UCSC SARS-CoV-2 Genome Browser, un outil de recherche sur le virus à l'origine du COVID-19,.

## Travaux antérieurs
Ann Zweig cofondé et est la présidente et le directrice de l'exploitation d'Omni-Vista, Inc, une société du Colorado.
Ann Zweig est titulaire d'un brevet pour une « méthode permettant d'assurer une propagation bidirectionnelle entre des données au sein de feuilles de calcul ».
Ann Zweig participe à la rédaction de The Wiley Guide to Project Technology, Supply Chain, and Procurement Management.